# Машкевич, Эрна Ивановна
Эрна Ивановна Машкевич — советская актриса.
Актриса игрового кино. В 1920—1930-х гг. работала на ленинградской киностудии Ленсовкино/Ленфильм.
Её муж, Герштензанг Соломон Фёдорович, 1907 г.р., уроженец г. Варшава, еврей, беспартийный, 1-й ассистент режиссёра Ленфильма, был расстрелян репрессивными органами СССР в Ленинграде в 1938 году по приговору Выездной сессии Военной коллегии Верховного суда СССР, а сама актриса выслана на 5 лет в Казахстан.

## Фильмография
- 1927 — Один за всех, все за... одной (другое название — «Главдыня» на отдыхе) (короткометражный)
- 1927 — Отважные мореплаватели — Шурочка
- 1928 — Запасец (фильм) (короткометражный) — Нюра, курьерша[2][3]
- 1930 — Пахари моря (фильм) — Ирина[4]
- 1936 — Девушка спешит на свидание (фильм) — девушка на курорте